# Championnat du Portugal de football 1943-1944
Navigation
1942-1943 1944-1945
Le Championnat du Portugal de football 1943-1944 est la 10e édition de la compétition qui voit la victoire finale du Sporting CP. Ce dernier l'emporte avec le plus grand écart de points jusqu'alors enregistrés terminant le championnat avec 31 points correspondant à 14 victoires, 3 nuls, et 1 défaite, 61 buts marqués et 22 encaissés et ainsi remporte son 2e titre national.

## Clubs participants
| \| Belenenses Atlético Benfica Sporting V. Setúbal V. Guimarães Olhanense FC Porto SC Salgueiros Académica \| Localisation des clubs, saison 1943-44 |
| Belenenses Atlético Benfica Sporting V. Setúbal V. Guimarães Olhanense FC Porto SC Salgueiros Académica                                              |

| Club               | Ville     | En D1 depuis | Participations | Cl. 1942-43       |
| ------------------ | --------- | ------------ | -------------- | ----------------- |
| SL Benfica         | Lisbonne  | 1934-35      | 10e            | 1er               |
| Sporting CP        | Lisbonne  | 1934-35      | 10e            | 2e                |
| Belenenses         | Lisbonne  | 1934-35      | 10e            | 3e                |
| SC Olhanense       | Olhão     | 1941-42      | 3e             | 5e                |
| Académica          | Coimbra   | 1934-35      | 10e            | 6e                |
| FC Porto           | Porto     | 1934-35      | 10e            | 7e                |
| Vitória Guimarães  | Guimarães | 1941-42      | 3e             | 8e                |
| Vitória de Setúbal | Setúbal   | 1943-44      | 5e             | Deuxième Division |
| Atlético CP        | Lisbonne  | 1943-44      | 1re            | Deuxième Division |
| SC Salgueiros      | Porto     | 1943-44      | 1re            | Deuxième Division |

### Classement par AF
- AF Lisbonne : 4 clubs (Os Belenenses, Atlético CP, SL Benfica, Sporting CP)
- AF Porto : 2 Clubs (SC Salgueiros, FC Porto)
- AF Algarve : 1 club (SC Olhanense)
- AF Braga : 1 club (Vitória Guimarães)
- AF Coimbra : 1 club (Académica)
- AF Sétubal : 1 club (Vitória de Setúbal)

## La pré-saison

### Championnat de l'AF Algarve
Olhanense, remporte son 6e titre consécutif.
| Rang | Équipe            | Pts | J | G | N | P | Bp | Bc | Diff |
| ---- | ----------------- | --- | - | - | - | - | -- | -- | ---- |
| 1    | SC Olhanense      | 0   | 0 | 0 | 0 | 0 | 0  | 0  | 0    |
| -    | Gloria FC         | 0   | 0 | 0 | 0 | 0 | 0  | 0  | 0    |
| -    | Louletano DC      | 0   | 0 | 0 | 0 | 0 | 0  | 0  | 0    |
| -    | Lusitano VRSA     | 0   | 0 | 0 | 0 | 0 | 0  | 0  | 0    |
| -    | Sport Lisboa Faro | 0   | 0 | 0 | 0 | 0 | 0  | 0  | 0    |
| -    | SC Farense        | 0   | 0 | 0 | 0 | 0 | 0  | 0  | 0    |

|  | Champion |

### Championnat de l'AF Braga
9e titre de Guimarães. 
| Rang | Équipe            | Pts | J | G | N | P | Bp | Bc | Diff |
| ---- | ----------------- | --- | - | - | - | - | -- | -- | ---- |
| 1    | Vitória Guimarães | 0   | 0 | 0 | 0 | 0 | 0  | 0  | 0    |
| -    | FC Famalicão      | 0   | 0 | 0 | 0 | 0 | 0  | 0  | 0    |
| -    | FC Vizela         | 0   | 0 | 0 | 0 | 0 | 0  | 0  | 0    |
| -    | Gil Vicente FC    | 0   | 0 | 0 | 0 | 0 | 0  | 0  | 0    |
| -    | SC Braga          | 0   | 0 | 0 | 0 | 0 | 0  | 0  | 0    |
| -    | SC Fafe           | 0   | 0 | 0 | 0 | 0 | 0  | 0  | 0    |

|  | Champion |

### Championnat de l'AF Coimbra
L'Académica remporte son 12e championnat de l'AF Coimbra d'affilée, et est ainsi qualifié pour le championnat national. 
| Rang | Équipe               | Pts | J | G | N | P | Bp | Bc | Diff |
| ---- | -------------------- | --- | - | - | - | - | -- | -- | ---- |
| 1    | Académica de Coimbra | 0   | 0 | 0 | 0 | 0 | 0  | 0  | 0    |
| -    | Anadia FC            | 0   | 0 | 0 | 0 | 0 | 0  | 0  | 0    |
| -    | Naval 1º de Maio     | 0   | 0 | 0 | 0 | 0 | 0  | 0  | 0    |
| -    | CF União de Coimbra  | 0   | 0 | 0 | 0 | 0 | 0  | 0  | 0    |
| -    | Lusitãnia DC         | 0   | 0 | 0 | 0 | 0 | 0  | 0  | 0    |
| -    | SC Conimbricense     | 0   | 0 | 0 | 0 | 0 | 0  | 0  | 0    |

|  | Champion |

### Championnat de l'AF Lisbonne
Os Belenenses devient champion de Lisbonne en étant la meilleure attaque et meilleure défense de la Ligue de Lisbonne (48-12).
| Rang | Équipe            | Pts | J  | G | N | P | Bp | Bc | Diff |
| ---- | ----------------- | --- | -- | - | - | - | -- | -- | ---- |
| 1    | CF Belenenses     | 18  | 10 | 9 | 0 | 1 | 48 | 12 | +36  |
| 2    | Benfica           | 16  | 10 | 7 | 2 | 1 | 39 | 21 | +18  |
| 3    | Sporting Portugal | 12  | 10 | 5 | 2 | 3 | 28 | 24 | +4   |
| 4    | Atlético CP       | 8   | 10 | 3 | 2 | 5 | 25 | 32 | -7   |
| 5    | Unidos Lisbonne   | 3   | 10 | 1 | 1 | 8 | 23 | 41 | -18  |
| 6    | Os Fósforos       | 3   | 10 | 1 | 1 | 8 | 15 | 48 | -33  |

|  | Champion                                        |
|  | En gras clubs qualifiés pour la phase nationale |

### Championnat de l'AF Porto
| Rang | Équipe        | Pts | J | G | N | P | Bp | Bc | Diff |
| ---- | ------------- | --- | - | - | - | - | -- | -- | ---- |
| 1    | FC Porto      | 0   | 0 | 0 | 0 | 0 | 0  | 0  | 0    |
| 2    | SC Salgueiros | 0   | 0 | 0 | 0 | 0 | 0  | 0  | 0    |
| -    | Académico FC  | 0   | 0 | 0 | 0 | 0 | 0  | 0  | 0    |
| -    | Boavista FC   | 0   | 0 | 0 | 0 | 0 | 0  | 0  | 0    |
| -    | Leça FC       | 0   | 0 | 0 | 0 | 0 | 0  | 0  | 0    |
| -    | Leixões SC    | 0   | 0 | 0 | 0 | 0 | 0  | 0  | 0    |

|  | Champion                                          |
|  | En gras, clubs qualifiés pour la phase nationale. |

### Championnat de l'AF Setúbal
| Rang | Équipe             | Pts | J | G | N | P | Bp | Bc | Diff |
| ---- | ------------------ | --- | - | - | - | - | -- | -- | ---- |
| 1    | Vitória Setúbal    | 0   | 0 | 0 | 0 | 0 | 0  | 0  | 0    |
| -    | Amora FC           | 0   | 0 | 0 | 0 | 0 | 0  | 0  | 0    |
| -    | AC Arrentela       | 0   | 0 | 0 | 0 | 0 | 0  | 0  | 0    |
| -    | FC Barreirense     | 0   | 0 | 0 | 0 | 0 | 0  | 0  | 0    |
| -    | Luso FC            | 0   | 0 | 0 | 0 | 0 | 0  | 0  | 0    |
| -    | Onze Unidos FC     | 0   | 0 | 0 | 0 | 0 | 0  | 0  | 0    |
| -    | Seixal FC          | 0   | 0 | 0 | 0 | 0 | 0  | 0  | 0    |
| -    | Unidos do Barreiro | 0   | 0 | 0 | 0 | 0 | 0  | 0  | 0    |

|  | Champion |

## Compétition

### Résultats
| Résultats (▼dom., ►ext.)                                   | SCP | SLB | ACP | FCP | SCO | CFOB | VDS | VDG | AAC | SCS  |
| Sporting CP                                                |     | 1-0 | 2-2 | 2-0 | 3-1 | 6-1  | 3-2 | 6-0 | 2-0 | 10-0 |
| SL Benfica                                                 | 5-4 |     | 2-1 | 6-3 | 5-4 | 1-1  | 5-3 | 5-1 | 2-1 | 6-1  |
| Atlético CP                                                | 2-2 | 3-1 |     | 3-4 | 2-2 | 2-2  | 3-2 | 4-1 | 8-0 | 4-0  |
| FC Porto                                                   | 1-3 | 2-2 | 1-1 |     | 3-1 | 1-0  | 3-0 | 7-3 | 3-2 | 3-1  |
| SC Olhanense                                               | 1-2 | 3-2 | 2-0 | 4-2 |     | 5-0  | 8-0 | 5-1 | 8-2 | 5-1  |
| CF Os Belenenses                                           | 1-1 | 1-2 | 1-3 | 4-0 | 3-2 |      | 1-2 | 4-1 | 3-1 | 5-1  |
| Vitória de Setúbal                                         | 2-3 | 1-1 | 4-4 | 1-3 | 3-3 | 1-3  |     | 8-0 | 2-0 | 2-1  |
| Vitória de Guimarães                                       | 0-2 | 2-2 | 1-4 | 2-2 | 2-1 | 1-2  | 3-5 |     | 1-5 | 2-1  |
| Académica de Coimbra                                       | 3-4 | 1-4 | 1-2 | 1-3 | 1-5 | 1-3  | 3-9 | 3-2 |     | 9-4  |
| SC Salgueiros                                              | 1-5 | 1-6 | 0-3 | 0-5 | 2-5 | 1-6  | 3-5 | 2-2 | 3-1 |      |
| - Victoire à domicile - Match nul - Victoire à l'extérieur |     |     |     |     |     |      |     |     |     |      |

### Classement final
| Rang | Équipe               | Pts | J  | G  | N | P  | Bp | Bc | Diff |
| ---- | -------------------- | --- | -- | -- | - | -- | -- | -- | ---- |
| 1    | Sporting CP          | 31  | 18 | 14 | 3 | 1  | 61 | 22 | +39  |
| 2    | SL Benfica (T)       | 26  | 18 | 11 | 4 | 3  | 57 | 34 | +23  |
| 3    | Atlético CP          | 24  | 18 | 9  | 6 | 3  | 51 | 28 | +23  |
| 4    | FC Porto             | 23  | 18 | 10 | 3 | 5  | 46 | 36 | +10  |
| 5    | SC Olhanense         | 22  | 18 | 10 | 2 | 6  | 65 | 34 | +31  |
| 6    | CF Os Belenenses     | 21  | 18 | 9  | 3 | 6  | 41 | 32 | +9   |
| 7    | Vitória de Setúbal   | 17  | 18 | 7  | 3 | 8  | 52 | 50 | +2   |
| 8    | Vitória de Guimarães | 7   | 18 | 2  | 3 | 13 | 25 | 68 | -43  |
| 9    | Académica de Coimbra | 6   | 18 | 3  | 0 | 15 | 35 | 68 | -33  |
| 10   | SC Salgueiros        | 3   | 18 | 1  | 1 | 16 | 23 | 84 | -61  |

|     | Champion        |
| (T) | Tenant du titre |

## Statistiques
- Meilleure attaque : SC Olhanense 65 buts
- Meilleure défense : Sporting CP 22 buts

- Plus mauvaise attaque : SC Salgueiros 23 buts
- Plus mauvaise défense : SC Salgueiros 84 buts

### Meilleurs buteurs
Le portugais Francisco Rodrigues, joueur du Vitória Setúbal, devient le meilleur buteur du championnat, notamment grâce à 3 quadruplés réalisés durant la saison. Il est à noter qu'il marque à lui seul plus de 50 % des buts de son club.
| Cl. | Joueur              | Club            | Buts |
| 1   | Francisco Rodrigues | Vitória Setúbal | 28   |
| 2   | Fernando Peyroteo   | Sporting CP     | 23   |
| 3   | Fernando Cabrita    | SC Olhanense    | 20   |
| 4   | António Araújo      | FC Porto        | 19   |
| 5   | Catinana            | Atlético CP     | 17   |
| 6   | Julinho             | SL Benfica      | 16   |
| 7   | Joaquim Teixeira    | SL Benfica      | 14   |
| 8   | Francisco Palmeiro  | SC Olhanense    | 12   |
| 9   | Correia Dias        | FC Porto        | 11   |
| 9   | Salvador            | SC Olhanense    | 11   |

## Les champions du Portugal
Cette saison voit l'arrivée d'un futur Cinco Violinos, Albano Pereira transfuge du petit club du Seixal FC. Il se révélera un excellent joueur de couloir, et distributeur de ballons. Il restera 13 saisons au Sporting CP, et arborera à quinze reprises le maillot de la sélection nationale. La petite histoire est celle d'un autre futur Cinco Violinos, Jesus Correia, alias Necas, natif de Paço de Arcos, ce dernier a pour sport de prédilection le Rink hockey (sélectionné en équipe nationale). L'entraineur hongrois des "Lions", Joseph Szabo, habite à l'époque non loin du site d'entrainement du club où évolue Jesus Correia, il estime qu'il est le prototype de l'athlète idéal, il lui fait donc la proposition de venir jouer pour le club lisboète. Ce dernier ayant pour seconde passion le football, accepte et y restera 10 saisons puis retournera à ses premiers amours.
Sporting Clube de Portugal
| Président                              | Amado de Aguilar jusqu'au 26 octobre 1943, Diogo Alves Furtado du 26 octobre au 17 novembre 1943 puis Cunha e Silva.                                                                        |
| Entraîneur                             | József Szabó |
| Gardiens (matchs joués-buts marqués)   | João Azevedo (15-0), Dores (3-0) |
| Défenseurs (matchs joués-buts marqués) | Álvaro Cardoso (18-0), Manecas (17-0) |
| Milieux (matchs joués-buts marqués)    | Octávio Barrosa (12-1), Eliseu (11-0), Carlos Canário (10-0), João Nogueira (8-0), António Lourenço (5-0), Aníbal Paciência (3-0)                                                           |
| Attaquants (matchs joués-buts marqués) | António Marques (18-10), Albano Pereira (18-8), Fernando Peyroteo (17-23), João Cruz (16-3), Adolfo Mourão (13-7), Daniel (9-6), Armando Ferreira (3-1), Jesus Correia (1-2), Narciso (1-0) |

## Résumé de la saison
- Pour le compte de la huitième journée les lisboètes assistent au derby entre le Benfica Lisbonne et le Sporting CP. Grâce à un but à la 89e minute de Teixeira les rouges l'emportent et infligent ainsi ce qui deviendra la seule défaite du Sporting CP, dans ce championnat.

## Bilan de la saison
| Tableau d'Honneur                        |                   |
| Compétition                              | Vainqueur         |
| Primeira Divisão                         | Sporting CP       |
| Segunda Divisão                          | GD Estoril-Praia  |
| Taça de Portugal                         | SL Benfica        |
| Taça Império                             | Sporting CP       |
| Championnat de l'AF Algarve de football  | SC Olhanense      |
| Championnat de l'AF Braga de football    | Vitoria Guimarães |
| Championnat de l'AF Coïmbra de football  | Académica         |
| Championnat de l'AF Lisbonne de football | CF Belenenses     |
| Championnat de l'AF Porto de football    | FC Porto          |
| Championnat de l'AF Setúbal de football  | Vitória Setúbal   |